# Arno Bornkamp
Arno Bornkamp (Ámsterdam, 1959) es un saxofonista clásico holandés, profesor del Conservatorio de Ámsterdam y considerado uno de los más grandes solistas de ese instrumento en el repertorio de la música académica. Toca el saxofón soprano, el alto, el tenor, y el slide saxophone.

## Biografía
Arno Bornkamp estudió en el Sweelinck Music Conservatory de Holanda. En el año 1986 fue nominado en los “Netherlands Music Award”, obtuvo el "Silver Laurel of the Concertgebouw" otorgado por la Asociación de Amigos del Concertgebouw y el "Netherlands Music Prize", el cual le otorgó una beca que le permitió viajar a Francia a perfeccionarse con Daniel Deffayet, a Burdeos con Jean-Marie Londeix y a Osaka con Ryo Noda
Desde su debut en solitario en 1982 en Roma con el Concertino da Camera de Jacques Ibert, ha tocado en más de 250 conciertos con orquestas de todo el mundo, interpretando las obras más importantes del repertorio del saxofón.
Ese mismo año, forma parte del cuarteto de saxofones Aurelia en donde toca el saxo tenor junto a Johan van der Linden (saxofón soprano), Niels Bijl (saxofón alto) y Niels Merwijk William (saxofón barítono)
Entre otros, grabó el CD "Adolphe Sax Revisited" junto al pianista Ivo Janssen, con quien toca desde el año 1983. En dicho CD se utilizaron instrumentos de la época, tocando Bornkamp saxofones hechos por Adolphe Sax y Janssen un piano de Sébastien Érard

En 1996 tocó junto a Ivo Janssen en el festival Prinsengracht Concert en Ámsterdam ante una audiencia de más de 15000 personas.
En Latinoamérica ha impartido masterclasses en el conservatorio de Tatuí (Brasil), en el  Liceo Municipal de Santa Fe, en Santa Fe, (Argentina) y en el Conservatorio Superior Felix T. Garzón de Córdoba, Argentina.
Durante el Encuentro Internacional de Saxofonistas del Conservatorio de Tatuí (Brasil) Arno Bornkamp, además de masterclasses, dio una charla que trató sobre "La música de Jacob Ter Veldhuis" (Jacob TV, compositor holandés contemporáneo).
Da clases de saxofón en el conservatorio de Ámsterdam desde el año 1995.
También imparte clases en el "International Masterclass of Classical Saxophone" en Laubach (Alemania) y en la "Université Européenne d'Ete verter saxofón" en Gap (Francia).

## Discografía

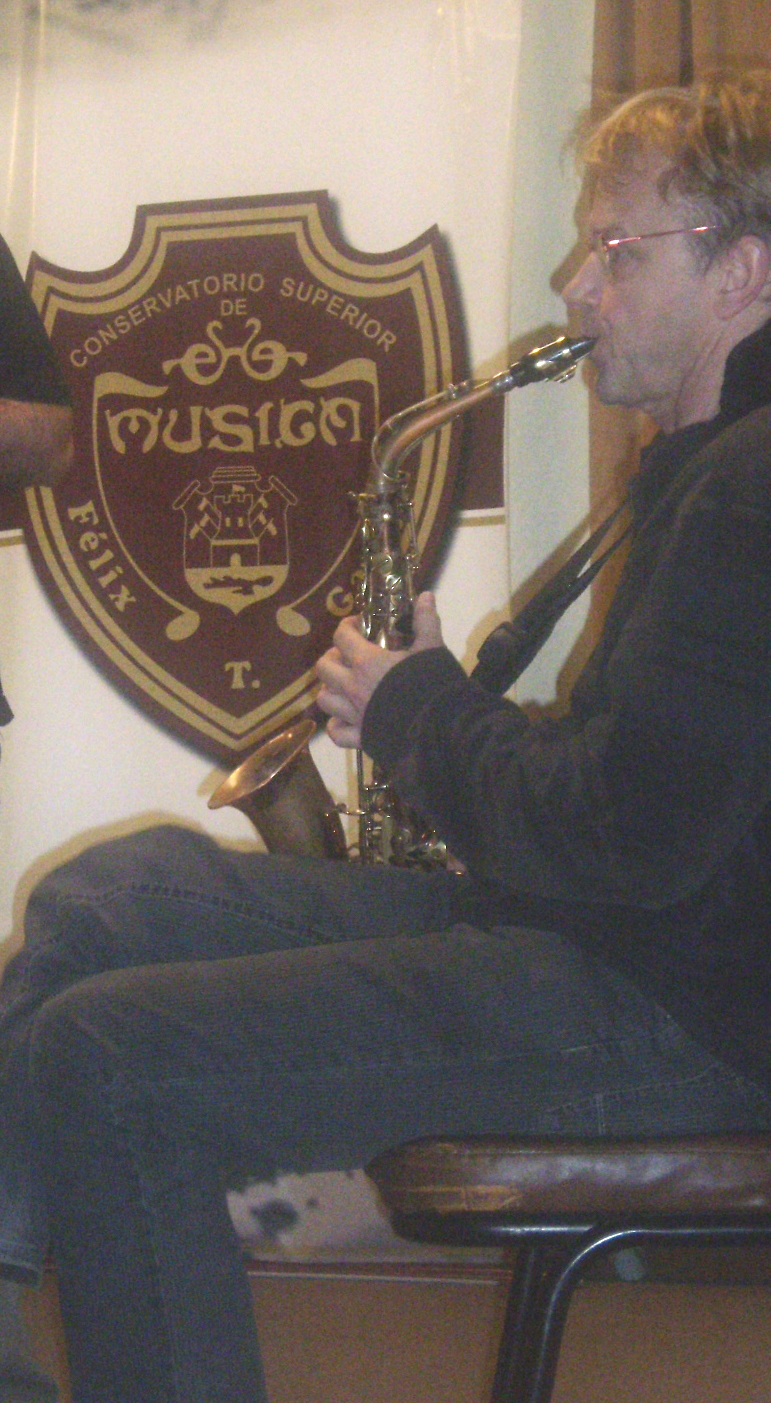

- Saxophone & piano – Arno Bornkamp e Ivo Janssen
- Hot sonate! – Arno Bornkamp e Ivo Janssen
- 1989: Saxophone Sonatas – Arno Bornkamp e Ivo Janssen
- 1990: Reed my mind
- 1998: Scaramouche – French saxophone music
- 1994: Works for Saxophone & Piano – Arno Bornkamp e Ivo Janssen
- 2002: Adolphe sax revisited – Arno Bornkamp e Ivo Janssen
- 2009: Heartbreakers
- 2002: Devil's Rag - The Saxophone In 12 Pieces - Arno Bornkamp e Ivo Janssen
- 2005: Metropolis Berlin 1925-1933 – con Ties Mellema en saxo alto, Ivo Janssen en piano y el cuarteto de cuerdas Ultrech
- 2005: The classical saxophone
- 2007: Boston to Paris, the Ellisa Hall Colection
- 2009: Buku of horn, Arno B plays Jacob Tv

### Con el cuarteto de saxos Aurelia
- Aurelia plays Gershwin/Moussorgski
- Tango Nuevo
- Dutch Saxophone Quartets
- Scarlatti
- Tangon
- Fugue in C of Dog
- Blow!
- Four Generations of Russian Composers
- French Saxophones
- Spiritual Overdrive